# Think-Pink
Think-Pink est le nom de la campagne nationale contre le cancer du sein en Belgique. Elle est créée par Heidi Vansevenant en 2007. Victime d’un cancer, celle-ci décide de s’engager dans la lutte contre le cancer du sein et crée Think Pink aidé par le financement de Samsung Mobile.[réf. nécessaire] La campagne sensibilise les femmes au cancer du sein et surtout à l’importance du dépistage et de la mammographie. L'objectif de l'association est que d'ici à 2027 50 % de femmes en moins en Belgique décèdent d'un cancer du sein.
Think Pink participe à des actions et organise de nombreux événements tels que des marches (Walk on the Moon), marathons, joggings, ou encore des promenades à vélo afin de récolter des fonds, ainsi qu'une opération autour de la récolte de cheveux, « Coupe d'éclat ».